# 保芦邦人
保芦 邦人（ほあし くにひと、1913年6月8日 - 1989年10月20日）は、日本の実業家、経営者。株式会社紀文食品創業者。山形県大石田町出身。

## 来歴
日本一の商人を目指して雪深い山形から上京し、25歳の誕生日の1938年6月8日に東京・八丁堀にて山形屋米店を開店する。その後、築地に拠点を設け、海産物卸売り事業を経て、水産練り製品製造事業に着手した。店名は紀伊国屋果物店を経て紀文となり、戦後には株式組織に改組して紀文商店とする。後に、1957年に釜文蒲鉾と合併し株式会社紀文とし、のちの1990年に紀文グループを統合し現在の株式会社紀文食品創設に至るまでの流れを作った。
「紀文」の名前の由来は、前身である「紀伊国屋」の頭文字と、保芦の妻の名前から付けたもので、「紀伊国屋さん」とさん付けで呼ばれるのを嫌った保芦が、親しみを込めて呼び捨てにしてもらえるように、と命名したものである。
卓越した先見性を持ち、白米10kgが20円、公務員の初任給が540円だった当時、ほぼ全財産であった3万円でイタリア製のバイク「モト・グッツィ」を購入し、物流の基礎を築いた。また、自社商品の蒲鉾などに焼印をつけ、ブランドという言葉を日本に定着させる先駆け的なことも行っている。後年には、当時の日本の企業としては非常に早く、欧州や米国に進出し、現在、海外で当たり前のように食されているフィッシュケーキ（主にカニカマ）を広めた。
また宮内庁から賜饌料理の拝名を受けたり、大相撲の呼び出しに衣装を寄付するなど日本への文化的貢献度も高い。山形県のみならず、日本の歴史に大きな足跡を残した。
1989年10月20日死去。76歳没。